# مسابقه آواز یوروویژن ۲۰۰۲
مسابقه آواز یوروویژن ۲۰۰۲ ۴۷مین دوره از مسابقات آواز یوروویژن بود که در ساکو سورهال آرنا، تالین، استونی برگزار شد. برنده آن کشور لتونی بود.